# 帕拉瓦卡尼语
帕拉瓦卡尼语（Palawa kani）是由塔斯马尼亚土著中心创建的一种人工語言，該語言是根據塔斯馬尼亞原住民曾经使用的语言以及詞彙創建。

## 背景
塔斯马尼亚语在英国殖民塔斯马尼亚和黑色戰爭后幾乎絕跡。最后一位以塔斯马尼亚语为母语的人范妮·科克伦·史密斯于1905年去世。
1972年，Robert M. W. Dixon和泰瑞·克勞利在澳大利亚土著研究所资助下試圖重建塔斯马尼亚语。他們採訪了范妮·科克伦·史密斯的两个孙女，不過此項研究當時沒有進行下去。
1990年代，塔斯马尼亚土著中心人工發明了帕拉瓦卡尼语。 

## 外部鏈接
- palawa-kani program at the Tasmanian Aboriginal Centre （页面存档备份，存于）
- Dewayne Everettsmith singing a Palawa-kani song
- Breathing new life into Indigenous language （页面存档备份，存于）, 936 ABC Hobart（英语：936 ABC Hobart）, 15 June 2012